# Georg Hick
Georg Hick, Johann Georg Christoph Konrad Hick, (* 14. Juli 1829 in Köln; † 7. Mai 1872 in Köln) war ein deutscher Dichter, Autor, Schriftsteller und Dramatiker.

## Leben
Georg Hick wurde am 14. Juli 1829 in Köln geboren. Er besuchte das Friedrich-Wilhelm-Gymnasium Köln, das er als „Obersecundaner“ verließ, um den Kaufmannsberuf zu erlernen. Er begann 1847 als Lehrling in einem Handlungshaus. Nach dem Ende der Lehre erhielt Hick eine Anstellung bei der „Kölnischen Zeitung“.
Hick war in seinen beruflichen Anfangsjahren offenbar Commis (also: Gehilfe, Kontorist). Er heiratete am 14. Juli 1859, an seinem 30. Geburtstag, Helene Hick, geb. Seeliger. Der erste Sohn, Karl August Heinrich Alexander Hick (* Dezember 1861), starb bereits 1862. Die Geburt eines weiteren Sohnes, Richard Isidor Maria Hick, erfolgte am 31. Mai 1862. Im Mai 1867 wurde Tochter Maria Elisabeth Helena Hick geboren.

## Werk
Am 14. September 1861 hatte Theorie und Praxis, „dramatischer Scherz in einem Act“ von Georg Hick im Victoria-Theater in Köln Premiere. Das Handlungsende wird als eine glückliche Doppelverlobung beschrieben. Für einen denkbaren Druck des Werkes ist kein Beleg bekannt.
Die DuMont-Schauberg’schen Buchhandlung kündigte am 29. August 1862 das Buch Accorde der Seele, „Dichtungen von Georg Hick“, an, Hicks erstes bekanntes eigenes gedrucktes monografisches Werk.
Hick veröffentlichte mehrfach in der Kölnischen Zeitung einzelne Gedichte (zum Beispiel am 31. Januar 1860 ein Gedicht von Georg Hick anlässlich des Todes von Ernst Moritz Arndt, am 29. Juli 1865 eines zur Enthüllung des Arndt-Denkmals). Er publizierte weiterhin einzelne (lyrische) Texte in der Kölnischen Zeitung, z. B. bezüglich des Kölner Doms, das am 15. Oktober 1863 abgedruckt wurde.
Am 30. Dezember 1863 wurde Hicks Shakespeare-Schauspiel in Köln uraufgeführt: Shakespeare und Southampton oder die letzten Jahre der großen Königin. Bei den Feierlichkeiten zu „300 Jahre Shakespeare“ waren auch zwei Theater in Köln beteiligt. Am 21. April 1864 wurde im Rahmen des Programms noch ein „Festspiel“ von Georg Hick, allerdings als Teil eines Abendprogramms, aufgeführt. Im letzten der 16 Düsseldorfer Künstler-Alben (1851 bis 1866) ist er im Jahr 1866 erneut mit zwei Gedichten vertreten. Im damals neuen Deutschen Künstler-Album erschien 1867 ein weiteres Gedicht. In beiden Fällen war erneut, wie schon 1860, Wolfgang Müller von Königswinter der Album-verantwortliche Herausgeber. 
Hick trat 1871 im Januar öffentlich mit einem von ihm verfassten Prolog bei der Gesellschaft Fidelio auf. Sie veranstaltete, wie es anlässlich des Deutsch-Französischen Krieges verbreitet war, eine Art bunten Abend mit unterschiedlichen Darbietungen, um so Geld einzusammeln für Familien einberufener Landwehrleute. Der dreibändige Roman Die Parias der Gesellschaft von Georg Hick erschien als letztes und zugleich umfangreichstes Werk, 1872, im Jahr seines Todes. Das kurze Vorwort verfasste Gustav von Struensee (Gustav vom See) im Juni 1971. Es ist nur in Band 1 enthalten.
Im Nachruf von 1872 wurde er als Mitarbeiter der Kölnischen Zeitung bezeichnet.

## Werke
Drama, Theater
- Theorie und Praxis, dramatischer Scherz in einem Act von Georg Hick. Entstanden 1861 (oder früher). Druckversion bislang nicht bekannt.
- Shakespeare und Southampton oder: Die letzten Jahre der großen Königin am 30. Dezember 1863 (Premiere) in Köln aufgeführt.[1][4] Man findet dazu eine gedruckte Version, von/für H. Michaelson, Theater-Commissions-Geschäft, Berlin, offenbar als Lizenzausgabe für Theaterbühnen erstellt, nur zu diesem Zweck. 65 Seiten, Druckerei Oskar Leiner, Leipzig.
- Huß und Hieronymus, Trauerspiel von Georg Hick, vollständig gedruckt in: Deutsche Schaubühne (Organ für Theater, Musik, Kunst, Literatur u. sociales Leben), 5. Heft, 1868. Eigenthümer und verantwortlicher Redakteur: Martin Perels. Druckerei Oskar Leiner, Leipzig. (Hicks Trauerspiel ist abgedruckt von Seite 1 bis Seite 82, das gesamte Schaubühne-Heft mit weiteren Inhalten endet auf Seite 152.)

Lyrik, Gedichte
- Accorde der Seele, Dichtungen von Georg Hick, Köln, 1862, Verlag der DuMont-Schauberg’schen Buchhandlung.[5]
- Was mir die Stunden brachten, Dichtungsammlung, 1869.[1][6]
- Ein Wintermärchen. – Epische Dichtung nach Shakespeare’s gleichnamigem Schauspiel, von Georg Hick, 1869, Köln, Verlag der DuMont-Schauberg’schen Buchhandlung. (Laut Werbe-Anzeige der DuMont-Schaubergschen Buchhandlung am 13. Dezember 1871 in der Kölnischen Zeitung auch als Oper in Planung.)[7]

Prosa, Roman
- Die Parias der Gesellschaft, Roman, Mit einem Vorwort von G. von Struensee (Gustav vom See), Band 1, Jena, 1872, Verlag: Hermann Costenoble. (309 Seiten) Digitalisiert bei der Bayerischen Staatsbibliothek München, BSB-München.
- Die Parias der Gesellschaft, Roman, Band 2, Jena, 1872, Verlag: Hermann Costenoble. (324 Seiten) Digitalisat bei der Bayerischen Staatsbibliothek München, BSB-München.
- Die Parias der Gesellschaft, Roman, Band 3, Jena, 1872, Verlag: Hermann Costenoble. (322 Seiten) Digitalisat bei der Bayerischen Staatsbibliothek München, BSB-München.